# Carcinopsis merayi
Carcinopsis merayi is een rechtvleugelig insect uit de familie Anostostomatidae. De wetenschappelijke naam van deze soort is voor het eerst geldig gepubliceerd in 1912 door Griffini.